# 오스트랄로피테쿠스
오스트랄로피테쿠스(라틴어: Australopithecus→아우스트랄로피테쿠스), 남쪽원숭사람, 남방고원(南方古猿), 남방사람원숭이는 신생대 신제3기 마이오세부터 제4기 플라이스토세에 살던 유인원과 인류의 중간 형태를 가진 멸종된 화석인류로 약 450만년 전에서 약 200만년 전에 아프리카 대륙에서 서식했다는 것이 밝혀졌다. 발원지는 동부 아프리카로 추정되며 동아프리카 및 남아프리카, 사하라 사막 일대에서 생존한 것으로 밝혀져 있다.
오스트랄로피테쿠스는 현생 인류와는 외형이 다르지만, 두 발로 걸을 수 있었고(이족보행), 송곳니가 원숭이와는 다르게 작고 덜 날카롭기 때문에 원숭이에 가까운 인간으로 알려졌다. 1924년에 남아프리카에서 발견됐고 그 후 많은 화석이 발견되었다. 골반·대퇴골은 인간을 닮고 있어 직립 보행한 것 같다. 엄지는 다른 손가락에 비해서 크고, 다른 손가락과 마주보듯 붙어 있다. 두개골은 수직으로 붙어 있고 전두엽(前頭葉)·두정엽(頭頂葉)은 유인원보다 발달하였으며, 뇌의 용적은 650~750cm3로서 고릴라보다도 약 100cm3 크다. 오스트랄로피테쿠스류는 현재 6종류가 발견되어 있는데, 나무에서 나무로 뛰어다니는 숲에서의 생활을 그만두고 수목이 없는 아프리카의 남부 사막에서 생활한 것 같다. 그 결과 상지(上肢)는 손이 되어 식물성의 먹이를 채취하고, 작은 동물을 포획하며, 원숭이나 유제류(有蹄類)까지 잡아서 식량으로 했다. 1959년 동아프리카의 올드바이 계곡에서 리키(Leakey) 부처에 의해서 발견된 진잔트로푸스 보이세이(Zinjanthropus boisei)도 오스트랄로피테쿠스류에 속하는데, 카프 문화기의 역석기(礫石器)를 제작하여 원숭이의 두개골을 깨서 그 뇌수(腦髓)를 식량으로 한 것 같으며 확실히 원시 인류라는 것이 증명되었다. 진잔트로푸스는 홍적세의 초기(약 100만~60만 년 전)에 출현했다.

## 화석 발견
오스트랄로피테쿠스의 최초의 화석은 1924년 영국의 레이먼드 다트에 의해 남아프리카공화국 노스 웨스트 (North West) 주 서남부 타웅구스(사자 골짜기)에서 발견되었다. 발견된 화석은 5~8세의 남자 소년의 화석으로 침팬지 소년보다 두개골이 크고 둥글었으며 이빨의 크기가 작았다. 다트는 이것이 새로운 종류의 인류라 생각하고 라틴어로 남쪽의 원숭이라는 뜻의 오스트랄로피테쿠스, 발견된 곳의 지명을 따라 아프리카누스라고 명명하고 발표하였다.
그 뒤 1928년 남아프리카 공화국의 고고학자 로버트 브룸에 의해 스와르트크란스와 스테르크폰테인에서 오스트랄로피테쿠스 로부스투스의 화석이 발견되었고, 1959년 영국의 리키 부부에 의해 탄자니아의 올두바이 계곡에서 오스트랄로피테쿠스 보이세이가 발견되었다. 1967년 미국의 브라이언 패터슨에 의해 케냐 카나포이에서 오스트랄로피테쿠스 아나멘시스의 화석이 발견되었고 1974년 미국인 도널드 요한슨과 화이트 등에 의해 에티오피아 아파르 계곡에서 일명 루시라고 불리는 오스트랄로피테쿠스 아파렌시스가 발견되었다. 기타 1967년 케냐의 루케이노에서 발견된 600만년 된 어금니, 1973년 케냐의 바링고 호수 주변 로타캄에서 발견된 오른쪽 뒷어금니 하나 붙은 550만년 된 아래턱뼈, 1985년 스티븐 워드와 앤드류 힐이 바링고 호수 주변 타바린에서 발견한 이빨이 거의 완전히 박혀있는 5백만년 된 아래턱뼈 등은 종을 분류하지 못하고 있다.
크기에 따라 두개의 형태로 나뉘는데 형태로는 보다 작고 편편한 계란형인 가냘픈 오스트랄로피테쿠스라고도 하는 그래실 종과 굵고 둔탁하며 머리 꼭대기에 뼛이 솟은 건장한 오스트랄로피테쿠스라고도 하는 로버스트 종으로 분류하기도 한다.
오스트랄로피테쿠스는 크게 그래실 종과 로버스트 종으로 나뉘는데 이는 비교적 둥글고 평평한 두개골을 가진 종과 정수리 부분에 혹과 같은 뼈가 솟아 있어, 광대 뒤편에까지 큰 근육이 붙어있었던 특이한 형태의 두개골을 가진 종의 차이 때문에 나뉘게 되었다. 로버스트 종은 파란트로푸스류로 재분류되기도 하는데, 보통 파란트로푸스류가 그래실 종에서 진화된 것으로 알려져 있었으나, 파란트로푸스류는 아파렌시스 같은 비교적 오래된 그래실 종에서 진화되어 아프리카누스, 가르히 등 다른 그래실 종들과 시대적으로 공존하였다.

## 신체의 구조의 진화과정 연구
1970년대에는 오스트랄로피테쿠스가 인류의 직접적 조상이라는 데에 대해서 여러 가지 논쟁이 있었다. 1975년에 쥬커만(S. L. Zuckerman)경과 시카고 대학의 해부학 및 인류학 학과 교수인 옥스나드(C. Oxnard) 교수는 오스트랄로피테쿠스가 인류와는 방계로 뻗어나가는 진화의 과정으로 "호모"속과는 독립적으로 진화했다고 이야기하기도 했다. 이들은 다양한 과학자들의 연구들을 리뷰함으로서 다른 원시 인류의 해부학적 표본들과 오스트랄로피테쿠스를 비교해 현생 인류가 속해있는 "호모"속이 오스트랄로피테쿠스와는 다른 속으로 분류되어야 한다고 이야기했다. 하지만 1978년에 동시에 Howell을 비롯한 많은 과학자들은 오스트랄로피테쿠스가 인류의 직접적 조상이라는 더 많은 근거들로 이를 비판함으로서, 다양한 논쟁이 있었다.
1980년부터 이 모든 논쟁은 사라지고, 다양한 증거들이 총합되어, 오스트랄로피테쿠스는 "호모"속의 직접적 조상임이 밝혀졌으며  이후 1985년 이루어진 미토콘드리아 DNA분석 등 다양한 연구를 통해 오스트랄로피테쿠스는 인류의 진화에 있어 일찍 갈라져나온, 즉 인류와 직접적으로 관련있는 것으로 밝혀졌으며 현재는 오스트랄로피테쿠스가 원시 인류와 직접적으로 연관되어있다는 것은 당연하게 받아들여질 정도로 많은 직접적 증거가 발견되었다.
세디바종은 2010년 발견되어 현재에는 손과 발의 구조 연구에 이용되고 있다. 또한 루시라고도 불리는 아파렌시스 역시 이와같은 연구에 사용된다. 네이쳐와 사이언스에서는 루시의 팔의 두꺼운 뼈의 발달이 루시의 조상격 되는 종의 주먹보행(Knuckle-Walking)으로부터 기원되었다고 추정하고 있다. 이것은 이러한 기관이 흔적기관과 같은 형태로 남아서 인류의 직계조상의 계통에 대한 단서를 제공해 주고 있다는 것을 보여준다. 이를 기반으로, 루시 이전의 인류의 조상들은 주먹보행을 했다는 것을 밝혀내기도 했다.
또한 이빨 사이에 남아있던 화석화된 음식 찌꺼기들을 탄소 연대측정을 통해 분석함으로서 이들의 생활가가 연구되었다. 이는 쌍자엽 식물(나무껍질, 과일 등)과 단자엽 식물(풀등)로 이루어져 있으며, 이는 오스트랄로피테쿠스의 생활사가 진화된 과정을 보여주고 있다.
또한, 진화학을 기반으로 발전한 신경과학분야에서는 아프리카누스종을 기반으로 인간의 뇌의 진화과정을 연구하기도 한다.

## 유전자 연구
네안데르탈인과 마찬가지로, 인류의 진화에 관한 연구에 중요한 데이터이기에, DNA 시퀀싱이 진행되고 있다.

## 종류
- 오스트랄로피테쿠스 라미두스(현재는 아르디피테쿠스로 분류)
- 오스트랄로피테쿠스 아파렌시스 (Australopithecus afarensis, 루시)
- 오스트랄로피테쿠스 아프리카누스 (Australopithecus africanus)
- 오스트랄로피테쿠스 아나멘시스 (Australopithecus anamensis)
- 오스트랄로피테쿠스 바렐그하자리 (Australopithecus bahrelghazali)
- 오스트랄로피테쿠스 가르히 (Australopithecus garhi)
- 오스트랄로피테쿠스 세디바 (Australopithecus sediba)
- 오스트랄로피테쿠스 프로메테우스(종의 귀속관계 불분명)
- 오스트랄로피테쿠스 아에티오피쿠스 (현재는 파란트로푸스속으로 분류)
- 오스트랄로피테쿠스 로부스투스 (현재는 파란트로푸스속으로 분류)
- 오스트랄로피테쿠스 보이세이 (현재는 파란트로푸스속으로 분류)

## 같이 보기
- 인류의 진화